# التأمين الصحي الوطني (اليابان)

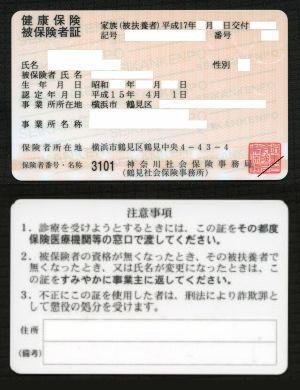
صورة توضح شكل التأمين الصحي الوطني في اليابان

التأمين الصحي الوطني (باليابانية: 国民健康保険) هو أحد النوعين الرسميين الرئيسيين لأنظمة التأمين المتوفرة في اليابان. يتمثل النوع الآخر في التأمين الصحي الخاص بالموظفين (健康保険، كينكو-هوكن). يُصمم التأمين الصحي الوطني خصيصًا للأشخاص غير المؤهلين للدخول في أي برنامج تأمين صحي معتمد على الوظيفة. على الرغم من توفر العديد من برامج التأمين الخاصة، يجب على جميع المواطنين اليابانيين، والمقيمين الدائمين وأي شخص أجنبي مقيم في اليابان بتأشيرة مدتها ثلاثة أشهر أو أكثر، التسجيل في التأمين الصحي الوطني أو التأمين الصحي الخاص بالموظفين. في 9 يوليو 2012، أُلغي نظام تسجيل الأجانب وأصبح بإمكانهم التقدم للدخول في نظام تسجيل المقيمين الأساسي. يحتاج الأجانب المقيمون في اليابان لأكثر من ثلاثة أشهر إلى التسجيل التأمين الصحي الوطني. حُدد التأمين الصحي الوطني بموجب قانون الرعاية الصحية الوطني لعام 1958.

## لمحة تاريخية
ظهر نظام التأمين الصحي الأول في اليابان في عام 1922. إذ دخل حيز التنفيذ في عام 1927 واستطاع تغطية العمال، شهد بعد ذلك توسعًا ليغطي المزارعين في عام 1938. تولد هذا النظام من نقابات العمال التي مثلت العاملين في الصناعات الخطرة، وتوسع تدريجيًا مع مرور الوقت ليغطي حاليًا جميع المواطنين اليابانيين والمقيمين.
قُدم نظام «إن إتش آي» الحالي في عام 1961، إذ تولت الحكومات البلدية المحلية مهمة إدارته. تعود المعلومات الواردة في هذا المقال إلى دائرة ميناتو في طوكيو، وقد تختلف أحكام «إن إتش آي» في البلديات الآخرى.

## الانضمام إلى «إن إتش آي»
يجب على الأشخاص الانضمام إلى «إن إتش ى ي» خلال أسبوعين من بداية تأهيلهم لذلك. يُعتبر هذا مطلوبًا في حال انتقال الشخص إلى بلدية أخرى أو سفره إلى الخارج مع عدم دخوله في التأمين الصحي للموظفين، أو انسحاب الشخص من التأمين الصحي للموظفين (على سبيل المثال، نتيجة خسارة الوظيفة)، أو التوقف عن استلام المساعدات العامة أو ولادته (دون تغطيته بالتأمين الصحي للموظفين الخاص بالوالدين).
في حال تأخر الشخص وتسجيله لاحقًا بعد فترة تأهيله المطلوبة، ينبغي عليه عندئذ دفع رسوم تصل إلى العامين من دفع المتأخرات.
يتقدم الشخص بطلب إلى مكتب الدائرة المحلية أو مكتب المدينة، الذي يعمل على إصدار بطاقة «إن إتش آي» وتسليمها له، بالإضافة إلى تحرير الفواتير بأقساط «إن إتش آي» المطلوبة. يجب على صاحب التأمين بعد ذلك دفع أقساط التأمين المترتبة عليه، ليبدأ التأمين في تغطيته منذ تلك اللحظة.

## كيفية عمل التأمين الصحي الوطني
عند استخدام صاحب التأمين إحدى المنشآت الطبية التي تقبل «إن إتش آي»، ينبغي عليه عندئذ دفع جزء من التكلفة فقط.
ترسل المنشأة الطبية بعد ذلك فاتورة بالمبلغ المتبقي إلى الاتحاد الوطني للتأمين الصحي، الذي يراجع بدوره المنشأة الصحية ويدفع لها. بعد ذلك، يرسل «إن إتش آي إف» تقريرًا بالفواتير إلى مكتب البلدية، الذي يعوض الاتحاد الوطني للتأمين الصحي عن النفقات المتكبدة.

## الانسحاب من «إن إتش آي»
يوجد عدد من الحيثيات المختلفة للانسحاب من «إن إتش آي».
- نظرًا إلى إدارة «إن إتش آي» بواسطة البلديات المحلية، يجب على المستفيد من التأمين، عند رغبته بالانتقال إلى بلدية أخرى، الانسحاب من بلديته الحالية والدخول في «إن إتش آي» التابع للمنطقة الجديدة.
- في حال لم يكن المستفيد من التأمين مواطنًا يابانيًا ويرغب في مغادرة اليابان دون عودة، أو دون امتلاك إذن إعادة دخول، يجب عليه عندئذ تسوية قسط التأمين مقدمًا.
- ينسحب أعضاء «إن إتش آي» أيضًا في حال انضمامهم إلى التأمين الصحي للموظفين، أو استلامهم المساعدات العامة أو مفارقتهم الحياة.[7]

## الإخطارات الأخرى
يجب على الأشخاص المستفيدين من التأمين إخطار المدينة في حال تغيير عنوانهم، أو اسمهم، أو رب الأسرة، أو إضاعة بطاقة «إن إتش دي» الخاصة بهم أو تغيير أعضاء «إن إتش دي» الذين تغطيهم البطاقة.